# Jansila Majeed
Jansila Majeed (...) è un'attivista singalese operante nel distretto di Puttalam dello Sri Lanka.

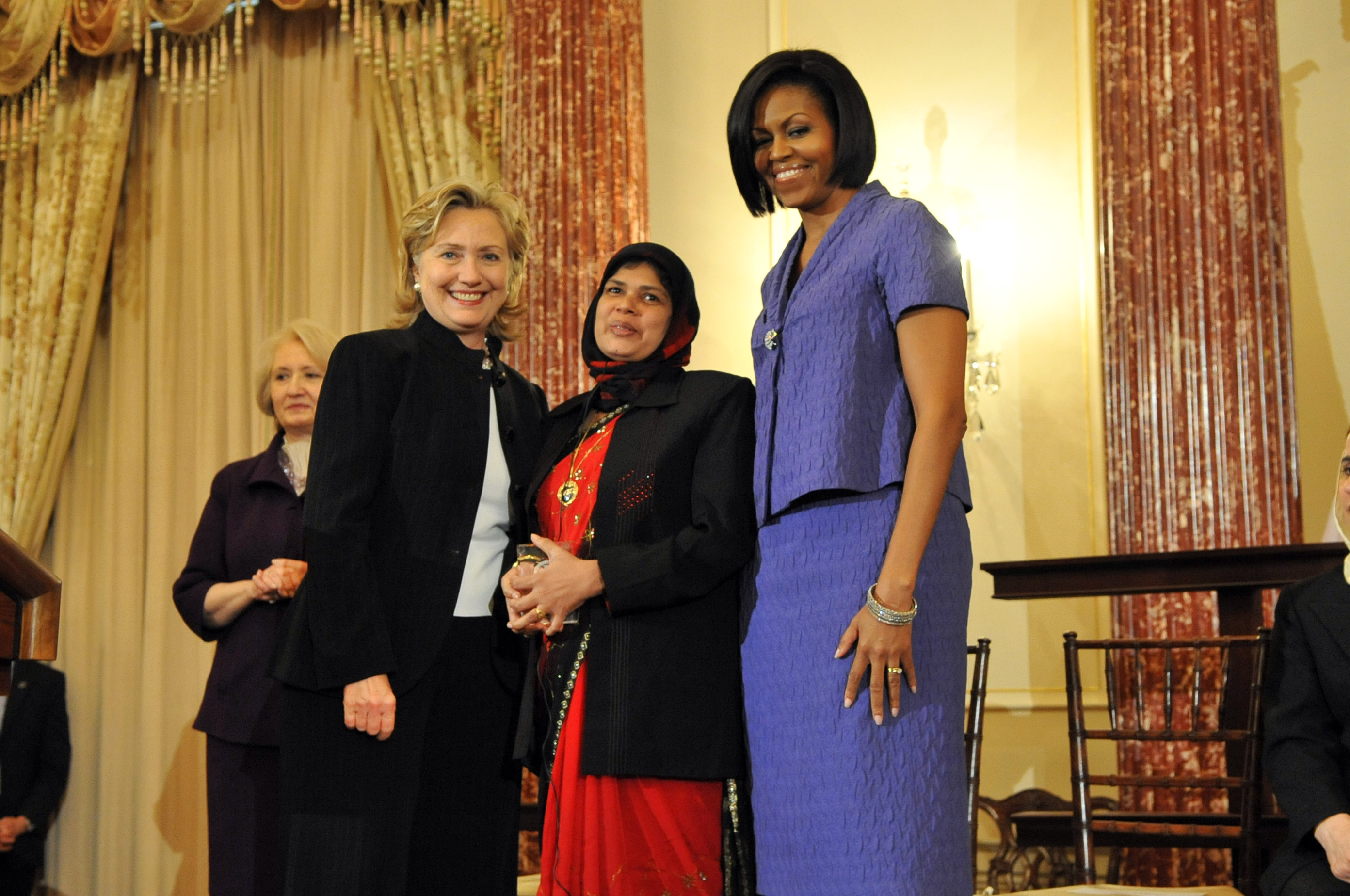
Jansila Majeed (al centro) con il Segretario di Stato Hillary Clinton (a sinistra) e la First Lady statunitense Michelle Obama (a destra)

È l'amministratrice delegata del Fondo Fiduciario Comunitario di Puttalam, una ONG che promuove i diritti delle minoranze e dei diritti delle donne.
Prima di lavorare con il Fondo Fiduciario della Comunità, Majeed ha vissuto come "sfollata interna" (IDP - Internally Displaced Person) per 20 anni e continua a sostenere i diritti degli sfollati musulmani e tamil.
Nel 2010, è stata nominata International Woman of Courage dal Dipartimento di Stato americano, ricevendo il premio dalla First Lady Michelle Obama e dal Segretario di Stato Hillary Clinton. È stata anche relatrice al lancio del Rapporto sullo sviluppo umano Asia-Pacifico sul genere 2010 dell'UNDP e ha dichiarato che lo Sri Lanka deve cambiare il suo atteggiamento nei confronti dei diritti delle donne al fine di risolvere questioni come la partecipazione politica delle donne, l'accesso ai diritti legali e la partecipazione delle donne alla forza lavoro.